# Rada pro vedení Afghánistánu

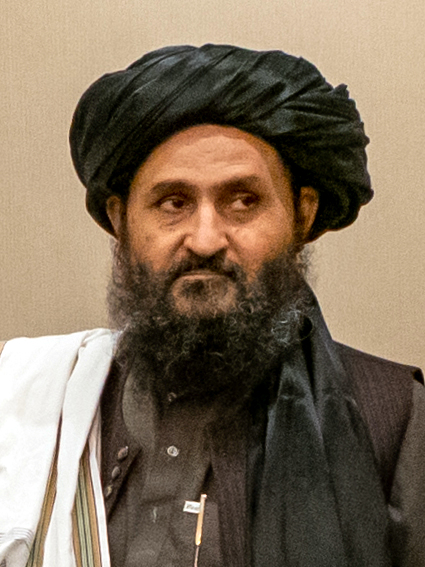
Abdul Ghání Baradar, místopředseda Rady (2021)

Rada pro vedení (paštunsky: رهبری شُورَىٰ; Rahbárí Šúra), také nazývaná Hlavní poradní výbor, je vrcholným orgánem Afghánského islámského emirátu. V letech 2002-2021 byla také nazývána Kvétská Šúra (podle města Kvéta v Pákistánu). Je tvořená zhruba 30 nejvyššími vojenskými a duchovními představiteli hnutí Tálibán, jejím předsedou je Nejvyšší vůdce Afghánistánu.

## Historie
Rada vznikla v po dobytí Kábulu Tálibánem v roce 1996; v této době byla také známá jako "vnitřní rada" (anglicky Inner Shura) a sídlila v Kandaháru. Po americké invazi a svržení vlády Tálibánu v roce 2001 se stala hlavním orgánem tálibánského povstání, a usídlila se v Pákistánu. Po opětovném ovládnutí Afghánistánu v roce 2021 Rada vyhlásila obnovení emirátu.

## Postavení
Rada je vrchním koordinačním orgánem tálibánské vlády, přesto sama nemá přímou rozhodovací pravomoc a je pouze poradním sborem nejvyššího vůdce a orgánem dohledu nad vládou. Závisí tak na vůli vůdce, zda bude vládnout na základě širokého konsenzu, nebo diktátorským způsobem bez konzultací. V případě uprázdnění funkce nejvyššího vůdce je pak v pravomoci Rady zvolit jeho nástupce.